# Selyemzsinór

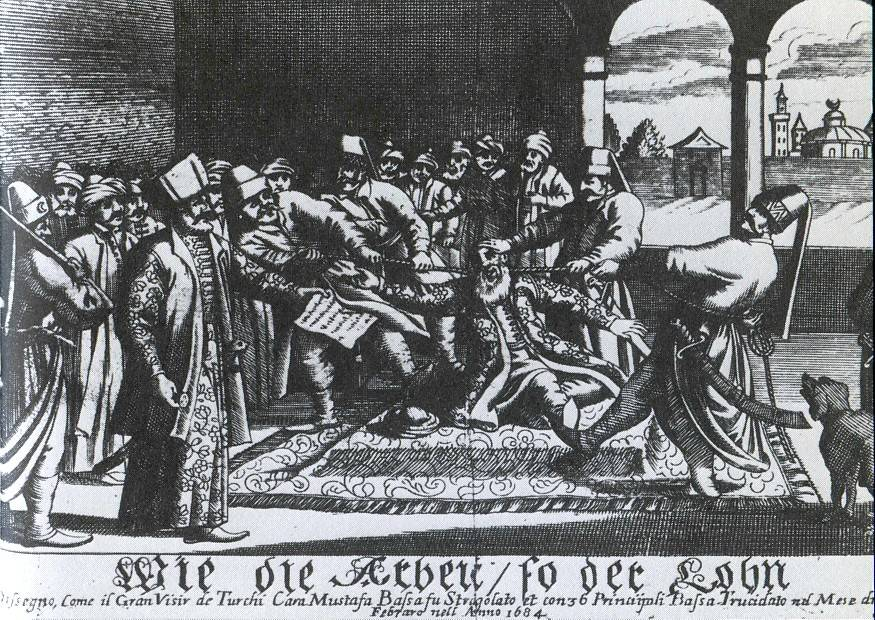
Kara Musztafa pasa kivégzése selyemzsinórral,1683-ban

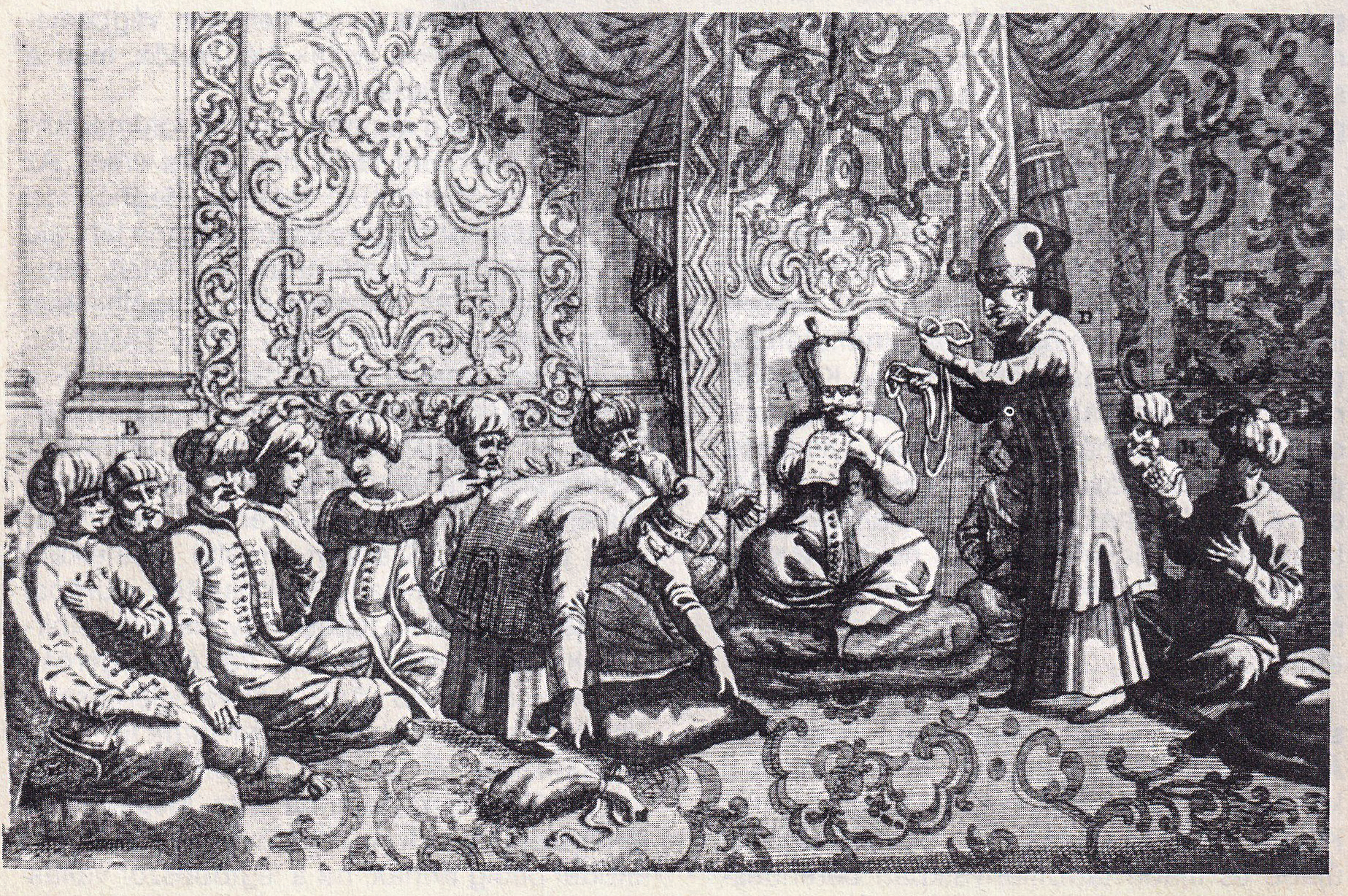
Nagyvezír kivégzése. A hóhér készíti a selyemzsinórt, amíg ő olvassa a saját halálos ítéletét. Rajz az 1686-ban Amszterdamban megjelent Histoire des Troubles de Hongrie című könyvből

A selyemzsinór az Oszmán Birodalomban alkalmazott kivégzési módszer.

## Története
A selyemzsinór az Oszmán Birodalom kivégzési eszköze volt, melyben azok részesültek, akik kegyvesztettek lettek a török szultánnál. Kizárólag előkelő személyek kaphatták ezt a büntetést. A büntetés eredete a nomád korra vezethető vissza, amikor a vétkező harcost az íjának húrjával fojtották meg. Később ez lett az előkelők, különösen az uralkodó osztály tagjaira kirótt halálos ítéletek végrehajtásának fő módja, mivel az ő vérük kiontása bűnnek számított, de a fojtás közben nem folyt vér.
Az ítélet végrehajtásáért külön végrehajtó tiszt, a kapudzsi basi felelt. Amikor a császártól megkapta a parancsot, igyekezett minél nagyobb titokban felkeresni az adott személyt úgy, hogy gyanakvását és esetleges menekülését elkerülje. Abban az esetben ugyanis, ha a halálra ítélt elmenekült, a kapudzsi basi életével felelt a hibájáért. Az ítélet ellen fellebbezésnek, halasztásnak helye nem volt. Az elítéltnek joga volt végrendelkeznie, valamint – ha jelen voltak – elbúcsúznia a rokonaitól. Miután a kapudzsi basi az elítélt előtt kihirdette a szultán döntését, a kíséretében lévő két segítője (csausz) végrehajtotta az ítéletet. Ennek első lépéseként a fermánt (a kivégzésről szóló szultáni okiratot) az elítélt fejére tette, majd egy két oldalról meghúzható hurkot helyeztek az elítélt nyakába, melynek meghúzásával az elítéltet kivégezték.
A kivégzésekről hiteles ábrázolás nem maradt fenn, kizárólag Kara Musztafa pasa nagyvezír megfojtásáról maradt fenn egy nyugat-európai metszet, de hogy ez mennyire mutatja a hiteles kivégzési módot, nem lehet tudni. A selyemzsinór máshol elterjedt, továbbfejlesztett módja a fojtópánt vagy garotte.

## Nevezetesebb kivégzettek
- Pargali Ibrahim pasa nagyvezír, I. Szulejmán oszmán szultán sógora, 1536-ban
- Kara Ahmed pasa nagyvezír, 1555-ben
- Szokollu Musztafa pasa a nagy budai lőporrobbanás miatt 1578-ban
- Szaturdzsi Mehmed pasa, másod-nagyvezír 1598-ban, Nagyvárad ostromának kudarca miatt
- Szejdi Ahmed pasa, budai pasa, 1661-ben
- Kara Musztafa pasa nagyvezír 1683-ban Bécs ostrománál bekövetkezett kudarc miatt